# Баундари-Уотерс
Баундари-Уотерс — цепь водных объектов на американо-канадской границе. Система, состоящая из рек, озёр и затопленных участков протянулась на 250 км от западной оконечности озера Верхнее до озера Ла-Круа. Канадская сторона расположена на территории провинции Онтарио, носит название Баундари-Уотерс — Вояжёр-Уотервей (дословно, пограничные воды — водный путь вояжёров) и входит в систему охраны рек страны. Американская сторона расположена на территории штата Миннесота, носит название Баундари-Уотерс-Уайлдернесс и также охраняется государством.

## Физико-географическая характеристика
Баундари-Уотерс протянулась от устья реки Пиджн, которая впадает в озеро Верхнее до озера Ла-Круа. Местность расположена на высоте 474 метра над уровнем моря между северными и южными озёрами. Водный путь состоит из множества зажатых в скалах рек, озёр и каналов. Он расположен в южной части континентального хребта, который делит воды бассейна Гудзонова залива и Атлантического океана. На северо-западе граничит с парком Кветико.
В общей сложности Баундари-Уотерс включает 1450 км водных маршрутов на территории Канады и 2400 км — на территории США. 250-километровый участок Баундари-Уотерс — Вояжёр-Уотервей является, в свою очередь большого водного пути, соединяющего озеро Верхнее с озером Лесным. Баундари-Уотерс включает три каскадных водопада: каскад на участке реки Пиджн длиной 0.5 км и общей высотой 200 метров, двухступенчатый водопад Партидж-Фоллс высотой 21 метр и водопад Хай-Фоллс высотой 28 метров. Последний является самым высоким водопадом Миннесоты.
Около 2,5 млн лет назад ледник, который пришёл с северо-востока, пробил множество каналов в достаточно хрупких каменных отложениях. Около 15 тысяч лет назад ледник стал таять и уходить с этого участка суши, оставляя за собой песок и глину, которые образовали множество барьеров на пути воды и сформировали цепи озёр, соединённых узкими потоками. На северном берегу озера Саганага можно наблюдать одни из лучших в Канаде образцов докембрийской геологической активности, которым 2,7 миллиарда лет.
До региона по Канаде на машине можно добраться по хайвею 61, который пересекает реку Пиджн в районе Миддл-Фоллс, или по малопроходимым дорогам от хайвея 588 к Норт-Фоул и от хайвея 693 к Маунтин-Лейкс. В США к Баундари-Уотерс ведут ответвления от автомобильных трасс Миннесоты: Эхо-Трейл и Ганфлит-Трейл, построенные ещё в 1930-е годы. Водные пути включают перевалы от озёр Френч, Биверхаус, Нум, Нортерн-Лайт и Арроу. Водный маршрут заканчивается обычно переходом Гранд-Портаж протяжённостью 13,6 км до озера Верхнее, или трейлом длиной 7,7 км до Minnesota’s Cook County Road #17. Маршруты в сторону Ла-Круа требуют более длительных переходов.
Природа в районе Баундари-Уотерс представляет собой хвойные леса на севере, смешанные и болотистые леса в районе Великих Озёр, поля Великих равнин. В общей сложности в окрестностях Баундари-Уотерс произрастает более 400 видов растений. Здесь можно встретить редкие виды растений, более характерные для арктического и субарктического регионов, а также западных гор. Парк Куетико является излюбленным местом гнездования белоголовых орланов, которые являются редким видом на остальной территории США и Канады. Основными видами рыб являются светлопёрый судак, щука, малоротый окунь, микижа, американская палия, кумжа, сиг.
Для Баундари-Уотерс характерно малое количество осадков и умеренные летние температуры (около 22 °С). До начала профилактики пожаров в конце XIX века в данной местности случались регулярные крупные пожары. В частности, пожары 1595, 1681, 1692, 1727, 1755—1759, 1796, 1801, 1822, 1824, 1863—1864, 1875 годов приводили к естественному обновлению трёх четвертей региона каждые 50-100 лет. Крупный пожар 1863—1864 годов опустошил около половины территории Баундари-Уотерс Каноэ Ареа Уайлдернесс.

### Охрана территории
Большая часть территории на берегах Баундари-Уотерс охраняется США и Канадой. В Канаде на берегах Баундари-Уотерс расположены провинциальные парки Куетико и Миддл-Фоллс, в США — национальный парк Супериор (включая Баундари-Уотерс Каноэ) и национальный монумент Гранд-Портаж.
На территории США национальный лес Супериор площадью 1,2 млн акров был образован в 1909 году указом Теодора Рузвельта, территория также была признана охотничьим заказником (Superior Game Refuge). Его площадь постоянно росла. В 1926 году была выделен участок дикой природы без дорог в районе озера Верхнее, который носил название Superior roadless wilderness area. В 1958 году этот участок стал называться Boundary Waters Canoe Area.
С 1986 года Баундари-Уотерс — Вояжёр-Уотервей входит в систему охраняемых рек Канады.

## История
Водный путь Баундари-Уотерс используется более десяти тысяч лет. Первоначально им пользовались палеоиндейцы (Big Game Hunters и Old Copper people), Archaic, Laurel and Late Woodland, а затем представители племён дакота, оджибве и кри. Индейцы дакота пришли в Баундари-Уотерс с юга и заняли большую часть территории. В 1650—1770 годы племя дакота было вытеснено индейцами оджибве, которые были вынуждены бежать на запад от ирокезов. На прилегающих территориях расположено 124 археологических сайта, относящихся к доевропейской культуре, включая пиктографы оджибве и кри, датируемые ранее XVI века, образцы каменных инструментов палеоиндейцев и Blackduck sites.
С приходом европейцев маршрут стал использоваться исследователями, миссионерами, переселенцами и старателями. Баундари-Уотерс играла значительную роль в маршрутах вояжёров. Она был частью основной водной артерии, соединяющей Монреаль с озером Виннипег, которая позволила торговцам пушниной пройти на запад Канады. В 1660 году на северном берегу озера Верхнее появились первые европейцы: Шуар де Грозейе и Пьер-Эспри Радиссон. Возможно, они использовали переходы до озера Рейни-Лейк и реки Виннипег. Полный путь вдоль Баундари-Уотерс прошёл Jacques de Noyon в 1688—1689 годы, проведя зимовку на реке Ouchichiq River. В 1670—1821 годы существовал маршрут проходящий через реку Каминистиква. В 1731—1804 годы использовался маршрут проходящий через реку Пиджн. На ней было расположено два торговых поста, Лак-Д’Оригнал (Lac D’Orignal) и Форт-Шарлотт (Fort Charlotte), которые основал в 1731—1749 годы Пьер Готье де Варенн, сьёр де Ла-Верандри. Ежегодно в этих постах встречались до 800 человек, представителей торговых бригад Северо-Западной компании, которые обменивали товар. В 1870-е годы торговый пост в восточной части озера Роув основал Henry Mayhew. Дорога, которая вела к посту и которая первоначально использовалась оджибве несколько сотен лет, получила название Ганфлинт-Трейл. В 1890-х годах дорогу продолжили к озёрам Поплар, Ганфлинт и Кросс-Ривер. В настоящее время общая протяжённость трассы составляет 63 км. Она пересекает Бирч-Лейк — озеро, которое является водоразделом между водами озера Верхнее и Гудзонова залива.
В 1797 году регион посетил представитель Северо-Западной компании, астроном и картограф Дэвид Томпсон, который создал первую карту местности. В 1842 году местность была разделена между Великобританией и США.
В дальнейшем местность вокруг Баундари-Уотерс использовалась старателями (1870-е — 1900-е), лесорубами (1820-е — 1930-е), а также железнодорожными компаниями (1882—1938).
С начал XX века этот участок становится излюбленным местом отдыха. В настоящее время Баундари-Уотерс является одним из самых популярных туров на каноэ в Северной Америке. Его посещает более миллиона туристов ежегодно.
Территория вокруг Баундари-Уотерс неоднократно оспаривалась различными странами и являлась объектом множества соглашений. Среди них диспут о границе между США и Британской Северной Америкой (1776), парижское соглашение (1783), соглашение Вебстера-Ашбёртона (1842), соглашения Робинсона-Супериор (1850), Treaty of LaPointe (1854).